# Heraclia aurea
Heraclia aurea là một loài bướm đêm trong họ Noctuidae.